# Ouigo España
Cet article court présente un sujet plus développé dans : Ouigo.
Ouigo España (Rielsfera jusqu'en septembre 2020) est une filiale de la société française SNCF Voyageurs, qui exploite des TGV low-cost en Espagne sous la marque Ouigo. Cette exploitation fait suite à la libéralisation du transport ferroviaire espagnol de voyageurs à partir de 2019.
En avril 2020, la Société nationale des chemins de fer français (SNCF) a signé un accord-cadre avec l'ADIF, le gestionnaire public des voies ferrées en Espagne, qui lui octroie des sillons sur les principales lignes à grande vitesse. La SNCF avait préalablement obtenu un accord de circulation en 2019. Le service commercial est lancé le 10 mai 2021 (avec une première ligne Barcelone-Sants – Madrid-Atocha), à la suite d'un report lié à la pandémie de Covid-19.